# Croix d'Espagne
Pour les articles homonymes, voir Croix (homonymie).
La croix d'Espagne (en allemand : Spanienkreuz) est une décoration militaire allemande du Troisième Reich. Elle fut attribuée aux Allemands qui ont participé à la guerre civile espagnole, combattant pour Franco.

## Histoire
Avec le déclenchement de la guerre civile espagnole, l'Allemagne a envoyé des forces militaires, la Légion Condor pour aider les forces nationalistes de Francisco Franco.
Après la guerre, une décoration pour les soldats allemands qui ont combattu dans la guerre civile espagnole a été créée. Ainsi, le 14 avril 1939, la croix d'Espagne a été instituée.

## Classes

### Bronze
La croix d'Espagne en bronze a été attribuée à des non-combattants pour trois mois de service en Espagne.
7 869 croix de bronze ont été attribuées.

### Bronze avec épées
La croix d'Espagne en bronze avec épées a été attribuée pour montrer le mérite pendant la guerre.
8 462 médaille de bronze avec épées croix ont été décernées.

### Argent
La croix d'Espagne en argent est la version attribuée à des non-combattants accordée au mérite.
327 croix en argent ont été attribuées.

### Argent avec épées
La croix d'Espagne en argent a été remis aux soldats qui ont pris part à des batailles décisives ou ont eu une expérience de combat considérable.
8 304 croix d'argent à l'épée ont été attribuées.

### Or
La croix d'Espagne en or dans la version non-combattante n'a pas été attribuée.

### Or avec épées
La croix d'Espagne en or avec épées a été décernée à un soldat qui a montré de grands mérites dans le combat ou obtenu des résultats exceptionnels.
1 126 croix en or ont été attribuées.

### Or avec épées et diamants
La croix d'Espagne en or avec épées et diamants a été le plus haut grade de la décoration. Il a été décerné à ceux qui ont pour des faits de commandements de guerre exceptionnels ou de grands mérites.
28 croix en or avec diamants ont été attribuées.

| Nom                             | Grade               | Date d'attribution           |
| ------------------------------- | ------------------- | ---------------------------- |
| Wilhelm Balthasar               | Oberleutnant        | 6 juin 1939                  |
| Otto Bertram                    | Oberleutnant        | 6 juin 1939                  |
| Harro Harder                    | Hauptmann           | 6 juin 1939                  |
| Wolfgang Schellmann             | Hauptmann           | 6 juin 1939                  |
| Karl Mehnert                    | Oberstleutnant      | 6 juin 1939                  |
| Oskar Henrici                   | Leutnant            | 6 juin 1939                  |
| Joachim Schlichting             | Hauptmann           | 6 juin 1939                  |
| Rudolf Freiherr von Moreau      | Hauptmann           | 6 juin 1939 à titre posthume |
| Günther Lützow                  | Hauptmann           | 6 juin 1939                  |
| Bernhard Stärcke                | Oberleutnant        | 6 juin 1939                  |
| Heinz Runze                     | Leutnant            | 6 juin 1939 à titre posthume |
| Peter Boddem                    | Leutnant            | 6 juin 1939                  |
| Reinhard Seiler (en)            | Oberleutnant        | 6 juin 1939                  |
| Adolf Galland                   | Oberleutnant        | 6 juin 1939                  |
| Wolfgang Neudörffer             | Hauptmann           | 6 juin 1939                  |
| Max Graf Hoyos                  | Oberleutnant        | 6 juin 1939                  |
| Werner Mölders                  | Hauptmann           | 6 juin 1939                  |
| Karl-Heinz Wolff                | Major               | 6 juin 1939                  |
| Martin Harlinghausen            | Major               | 6 juin 1939                  |
| Wilhelm Ennßlen                 | Oberleutnant        | 6 juin 1939                  |
| Eberhard Kraft                  | Oberleutnant        | 6 juin 1939                  |
| Walter Oesau                    | Hauptmann           | 6 juin 1939                  |
| Helmuth Volkmann                | General der Flieger | 6 juin 1939                  |
| Hugo Sperrle                    | General der Flieger | 6 juin 1939                  |
| Hans-Detlef von Kessel          | Oberleutnant        | 6 juin 1939                  |
| Wolfram Freiherr von Richthofen | Generalmajor        | 6 juin 1939                  |
| Wilhelm von Thoma               | Oberst              | 6 juin 1939                  |
| Paul Fehlhalber                 | Leutnant            | 6 juin 1939                  |

### À titre posthume
La croix d'Espagne à titre posthume a été attribuée à des proches de soldats morts pendant leur séjour en Espagne. 315 croix de cette classe ont été attribués.

## Conception
La croix d'Espagne est très similaire à une forme de la croix de Malte. En son centre est une swastika, et entre chaque bras de la croix, deux épées croisées avec en armoiries une Luftwaffenadler (il n'y a pas d'épées dans la version des non-combattants). Les diamants sont placés autour de la croix gammée dans le rang le plus élevé de ces distinctions.
Le revers est uni et s'y trouve une broche pour porter la croix sur l'uniforme.
La croix de titre posthume a la forme d'une croix de non-combattant, mais plus petite en taille. Contrairement aux autres modèles de croix d'Espagne, elle est attachée à un ruban noir avec des bords en rouge, jaune et rouge (les couleurs du drapeau espagnol).

## Crédit
- (en) Cet article est partiellement ou en totalité issu de l’article de Wikipédia en anglais intitulé « Spanish Cross » (voir la liste des auteurs).